# Véra Nabokov

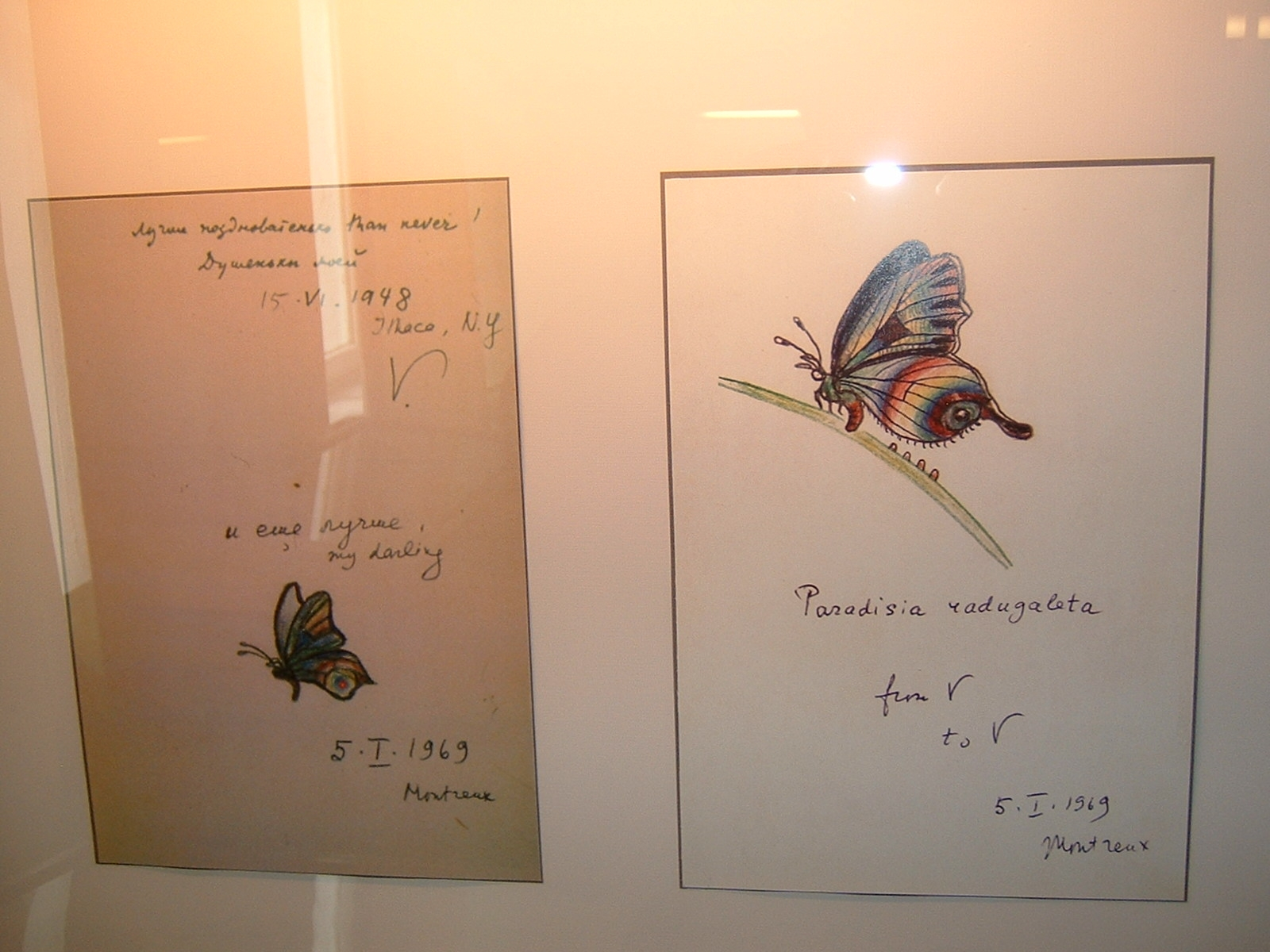
Papillons dessinés par V (Vladimir) pour V (Véra).

Véra Nabokov, née à Saint-Pétersbourg le 23 décembre 1901 (5 janvier 1902 dans le calendrier grégorien) et morte à Vevey le 7 avril 1991, est l'épouse, la dactylographe, l'éditrice, l'inspiratrice et parfois la traductrice, voire la garde du corps de l'écrivain Vladimir Nabokov (1899 - 1977). Elle est également la mère du chanteur et traducteur Dmitri Nabokov (1934 - 2012). Pratiquement toutes les œuvres de Nabokov lui sont dédiées.

## Biographie

### Jeunesse
Née le 5 janvier 1902 (nouveau style) dans une famille juive, deuxième de trois sœurs, Vera Slonim est la fille d'Evséï Slonim, avocat au barreau, et de Slava (née Feiguine). Parce qu'il était juif, son père se voit interdire d'exercer, il quitte alors le barreau et se tourne alors vers l'exportation de bois, plutôt que devoir accepter de changer de religion,.
Durant la Première Guerre mondiale, la jeune femme se considère comme « socialiste », un point de vue qu'elle abandonne après la révolution d'Octobre 1917. La famille s'établit quelque temps à Moscou, puis revient à Pétrograd. Son père échappant chanceusement à une arrestation nocturne, la famille s'enfuit. Le père pour Kiev et le reste de la famille pour la Biélorussie. La région étant reprise par les bolcheviks, la famille rejoint Evséï à Kiev. En 1920, il fuyant la Crimée et s'installe à Berlin sur un cargo canadien,. Ruiné par la Révolution russe, Evséi tenta de remonter deux affaires, mais après l'hyperinflation de la république de Weimar, elles aussi capotèrent en 1924.
Vera souhaite entrer à l'Université technique de Berlin, mais son père craignant pour sa santé l'en dissuade. Elle travaille alors comme sténographe dans les affaires de son père, en particulier pour la maison d'édition Orbis. Bien qu'elle ne soit pas active dans les cercles littéraires de la diaspora russe de Berlin, elle nourrit un grand intérêt pour la littérature, et connaît le travail de Sirine dès ses débuts.

### La rencontre de Nabokov
Engagée comme collaboratrice dans la revue de l'émigration russe, Roul, - à laquelle collaboraient ou avaient collaboré les Nabokov (père et fils) au printemps 1924. Le 24 juin, Nabokov publia un poème dans Roul intitulé La Rencontre dédiée à une certaine V. S. Selon Vladimir Nabokov, leur première rencontre aurait eu lieu lors d'un bal de charité le 8 mai 1924, ce que l'intéressée s'est toujours refusée à confirmer. Pendant les quatre ou cinq ans qui suivent, Véra est non seulement la dactylo de Nabokov, mais aussi sa traductrice...
Le 15 avril 1925, Véra Slonim épouse Vladimir Nabokov à la mairie de Berlin.

## Publications
- L'Ouragan Lolita (Journal, 1958-1959), Paris, L'Herne, 124 p., 2023  (ISBN 979-1031904122)